# Ernst Kasirer
Ernst Alfred Kasirer (/kɑːˈsɪərər, kə-/; 28. jul 1874 – 13. april 1945) bio je nemački filozof. Obučen u neokantijskoj Мarburškoj školi, u početku je pratio svog mentora Hermana Kohena u pokušaju da pruži idealističku filozofiju nauke.
Nakon Kohenove smrti, Kasirer je razvio teoriju simbolizma i iskoristio je da proširi fenomenologiju znanja u opštiju filozofiju kulture. Kasirer je bio jedan od vodećih zagovornika filozofskog idealizma 20. veka. Njegovo najpoznatije delo je Filozofija simboličkih oblika (1923–1929).
Iako je njegov rad doživeo mešovit prijem nedugo nakon njegove smrti, novija gledišta je ukazala na Kasirerovu ulogu oštrog branioca moralnog idealizma doba prosvetiteljstva i uzroka liberalne demokratije u vreme kada je uspon fašizma učinio takvo zalaganje nepopularnim. Unutar međunarodne jevrejske zajednice, Kasirerov rad je takođe posmatran kao deo duge tradicije razmišljanja o etičkoj filozofiji.

## Biografija
Rođen u Breslavu u Šleziji (današnja jugozapadna Poljska), u jevrejskoj porodici, Kasirer je studirao književnost i filozofiju na Univerzitetu u Marburgu (gde je završio svoj doktorski rad 1899. godine sa disertacijom o analizi matematičkog i prirodno-naučnog znanja Renea Dekarta pod naslovom Descartes' Kritik der mathematischen und naturwissenschaftlichen Erkenntnis [Dekartova kritika matematičkog i naučnog znanja]) i na Univerzitetu u Berlinu (gde je završio svoju habilitaciju 1906. sa disertacijom Das Erkenntnisproblem in der Philosophie und Wissenschaft der neueren Zeit: Erster Band [Problem znanja u filozofiji i nauci u modernom dobu: tom I]).
Politički, Kasirer je podržavao liberalnu Nemačku demokratsku partiju (DDP). Nakon dugogodišnjeg rada kao privatni docent na Univerzitetu Fridrih Vilhelm u Berlinu, Kasirer je 1919. godine izabran na katedru filozofije na novoosnovanom Univerzitetu u Hamburgu, gde je držao predavanja do 1933. godine, nadgledajući, između ostalog, doktorske teze Joahima Ritera i Lea Štrausa. Nacistički režim je došao na vlast 30. januara 1933. Kasirer je napustio Nemačku 12. marta 1933. – nedelju dana nakon prvog Rajhstagsvala pod tim režimom – jer je bio Jevrej.
Nakon što je napustio Nemačku, predavao je nekoliko godina na Univerzitetu u Oksfordu, pre nego što je postao profesor na Univerzitetu u Geteborgu. Kada je Kasirer smatrao da je Švedska previše nesigurna, prijavio se za mesto na Univerzitetu Harvard, ali je odbijen jer je trideset godina ranije odbio njihovu ponudu za posao. Godine 1941, postao je gostujući profesor na Univerzitetu Jejl, a zatim se preselio na Univerzitet Kolumbija u Njujorku, gde je držao predavanja od 1943. do svoje smrti 1945. godine.
Kasirer je umro od srčanog udara u aprilu 1945. u Njujorku. Mladi rabin Artur Hercberg, koji je bio student Kasirera na Univerzitetu Kolumbija, vodio je sahranu. Njegov grob se nalazi u Vestvudu, u državi Nju Džersi, na groblju Kedar Park Bet-El među grobovima Kongregacije Habonim. Njegov sin, Hajnc Kasirer, takođe je bio kantovski naučnik.
Ostali članovi njegove istaknute porodice bili su neurolog Ričard Kasirer, izdavač i vlasnik galerije Bruno Kasirer, i trgovac i urednik umetničkih dela Pol Kasirer.

## Uticaji
Donald Filip Veren, koji je objavio neke od Kasirerovih radova koji se čuvaju na Univerzitetu Jejl, dao je ovaj pregled njegovih ideja:
„Kasirer kao mislilac postao je oličenje kantovskih principa, ali i mnogo više, sveukupnog pokreta duha koji se proteže od renesanse do prosvetiteljstva, pa do Herderove koncepcije istorije, Geteove poezije, Vilhelm fon Humboltove studije o Kavi jeziku, Šelingove Filozofije mitologije, Hegelove Fenomenologija duha i Višerove koncepcije estetskog simbola, između mnogih drugih. Kasirerova sopstvena pozicija se rađa kroz ovladavanje celokupnim razvojem ovog sveta humanističkog shvatanja, koji je uključivao uspon naučnog pogleda na svet — majstorstvo vidljivo u njegovim istorijskim delima, i u njegovoj sistematskoj filozofiji."

## Delimična bibliografija
- Leibniz' System in seinem wissenschaftlichen Grundlagen (1902)
- The Problem of Knowledge: Philosophy, Science, and History since Hegel [Das Erkenntnisproblem in der Philosophie und Wissenschaft der neueren Zeit] (1906–1920), English translation 1950 ( https://web.archive.org/web/20110605022041/https://www.questia.com/read/56851373?title=The%20Problem%20of%20Knowledge%3a%20Philosophy%2c%20Science%2c%20and%20History%20since%20Hegel. Архивирано из оригинала 05. 06. 2011. г. Приступљено 30. 05. 2020. Недостаје или је празан параметар |title= (помоћ))
- "Kant und die moderne Mathematik." Kant-Studien (1907)
- Substance and Function [Substanzbegriff und Funktionsbegriff] (1910) and Einstein's Theory of Relativity [Einsteinschen Relativitätstheorie ] (1921), English translation 1923 (online edition. The Open Court Publishing Company. 1923.)
- Kant's Life and Thought [Kants Leben und Lehre] (1918), English translation 1981
- Philosophy of Symbolic Forms [Philosophie der symbolischen Formen] (1923–29), English translation 1953–1957
  - Volume One: Language [Erster Teil: Die Sprache] (1923), English translation 1955
  - Volume Two: Mythical Thought [Zweiter Teil: Das mythische Denken] (1925), English translation 1955
  - Volume Three: The Phenomenology of Knowledge [Dritter Teil: Phänomenologie der Erkenntnis] (1929), English translation 1957
- Language and Myth  [Sprache und Mythos] (1925), English translation 1946 by Susanne K. Langer
- The Individual and the Cosmos in Renaissance Philosophy  [Individuum und Kosmos in der Philosophie der Renaissance] (1927), English translation 1963 by Mario Domandi
- "Erkenntnistheorie nebst den Grenzfragen der Logik und Denkpsychologie." Jahrbücher der Philosophie 3, 31-92 (1927)
- Die Idee der republikanischen Verfassung (1929)
- "Kant und das Problem der Metaphysik. Bemerkungen zu Martin Heideggers Kantinterpretation." Kant-Studien 26, 1-16 (1931)
- Philosophy of the Enlightenment  [Die Philosophie der Aufklärung] (1932), English translation 1951
- Determinism and Indeterminism in Modern Physics: Historical and Systematic Studies of the Problem of Causality  [Determinismus und Indeterminismus in der modernen Physik] (1936), English translation 1956
- The Logic of the Cultural Sciences [Zur Logik der Kulturwissenschaften] (1942), English translation 2000 by Steve G. Lofts (previously translated in 1961 as The Logic of the Humanities)
- An Essay on Man (written and published in English) (1944) (books.google.com)
- The Myth of the State (written and published in English) (posthumous) (1946) (books.google.com)
- Symbol, Myth, and Culture: Essays and Lectures of Ernst Cassirer, 1935-1945, ed. by Donald Phillip Verene (March 11, 1981)
- Ernst Cassirer: Gesammelte Werke. Hamburger Ausgabe. Electronic Edition. (2016) – The electronic version of the definitive edition of Cassirer's works, published in print by Felix Meiner Verlag, and electronically in the Past Masters series.
- The Warburg Years (1919-1933): Essays on Language, Art, Myth, and Technology. Translated and with an Introduction by S. G. Lofts with A. Calcagno. New Haven & London: Yale University Press.

## Literatura
- Aubenque, Pierre;  . „Philosophie und Politik: Die Davoser Disputation zwischen Ernst Cassirer und Martin Heidgger in der Retrospektive.”. Internationale Zeitschrift für Philosophie. 2: 290—312.
- Barash, Jeffrey Andrew (2008). The Symbolic Construction of Reality: The Legacy of Ernst Cassirer. ISBN 978-0226036861.
- Burtt, Edwin Arthur. The Methaphysical Foundations of Modern Physical Science, London: Paul Trencher
- Folkvord Ingvild & Hoel Aud Sissel, ур. (2012). Ernst Cassirer on Form and Technology: Contemporary Readings. Basingstoke: Palgrave MacMillan. ISBN 978-0-230-36547-6.
- Friedman, Michael. A Parting of the Ways: Carnap, Cassirer, and Heidegger (2000) . ISBN 0812694252. Недостаје или је празан параметар |title= (помоћ)
- Gordon, Peter Eli (2010). Continental Divide: Heidegger, Cassirer, Davos. ISBN 978-0-674-04713-6.
- Krois, John Michael (1987). Cassirer: Symbolic Forms and History. Yale University Press.
- Lipton, David R. (1978). Ernst Cassirer: The Dilemma of a Liberal Intellectual in Germany, 1914-1933. University of Toronto Press. ISBN 978-0-8020-5408-1.
- Lofts. Steve G (2000). Ernst Cassirer: A "Repetition" of Modernity. SUNY Press. ISBN 978-0-791-44495-5..
- Magerski, Christine. "Reaching Beyond the Supra-Historical Sphere: from Cassirer's Philosophy of Symbolic Forms to Bourdieu's Sociology of Symbolic Forms." ´´Pierre Bourdieu and the Field of Cultural Production.´´ Ed. J. Browitt. University of Delaware Press (2004): 21-29.
- Schilpp, Paul Arthur (ed.). The Philosophy of Ernst Cassirer (1949) archive.org. The Library Of Living Philosophers. 1949.
- Schultz, William (2000). Cassirer & Langer on Myth (2nd изд.). ISBN 0815324650.
- Skidelsky, Edward (2008). Ernst Cassirer: The Last Philosopher of Culture. Princeton University Press. ISBN 978-0-691-13134-4.. 288 pp. .
- Hardy, Anton G. "Symbol Philosophy and the Opening into Consciousness and Creativity" (2014)

## Spoljašnje veze
- Friedman, Michael. „Ernst Cassirer”.  Ур.: Zalta, Edward N. Stanford Encyclopedia of Philosophy.
- Ernst Cassirer на сајту Пројекат Гутенберг (језик: енглески)
- Ernst Kasirer на сајту Internet Archive (језик: енглески)
- Novinski isečci na temu  Ernst Kasirer u Novinskim arhivama 20. veka Nemačke nacionalne biblioteke ekonomije (ZBW)